# Мухаммед Шариф-паша
Мухаммед Шариф-паша (араб. محمد شريف باشا; 1826–1887) — єгипетський державний діяч турецького походження. Обіймав пост прем'єр-міністра тричі за свою кар'єру.

## Життєпис
Родом з Кавали в Османській імперії (нині північ Греції).  Обіймав численні посади за часів правління Саїда-паші та Ізмаїла Паші. Мав кращу освіту, ніж більшість його сучасників, одружився з дочкою полковника Севеса, французького унтер-офіцера, який став командувачем армії Мухаммеда Алі та взяв собі ім'я Сулеймана-паші.
Улюбленим аргументом Шерифа проти будь-яких реформ було апелювання до пірамід як непорушного доказу фінансової та політичної міцності Єгипту. Його фатальний оптимізм зробив його значною мірою відповідальним за крах єгипетського кредиту, який призвів до падіння Ісмаїла.
Після повстання Орабі-паші 1881 року Тауфік запропонував Шарифу сформувати новий уряд. Утім, через неспроможність узгодити фінансові потреби держави з вимогами кредиторів був змушений подати у відставку у лютому наступного року.